# Весняне рівнодення

Освітленість Землі Сонцем у день рівнодення (і в березні, і у вересні). Примітка: спостерігач знаходиться в площині земного екватора, тому нахилу площини екватора до площини орбіти тут не видно.

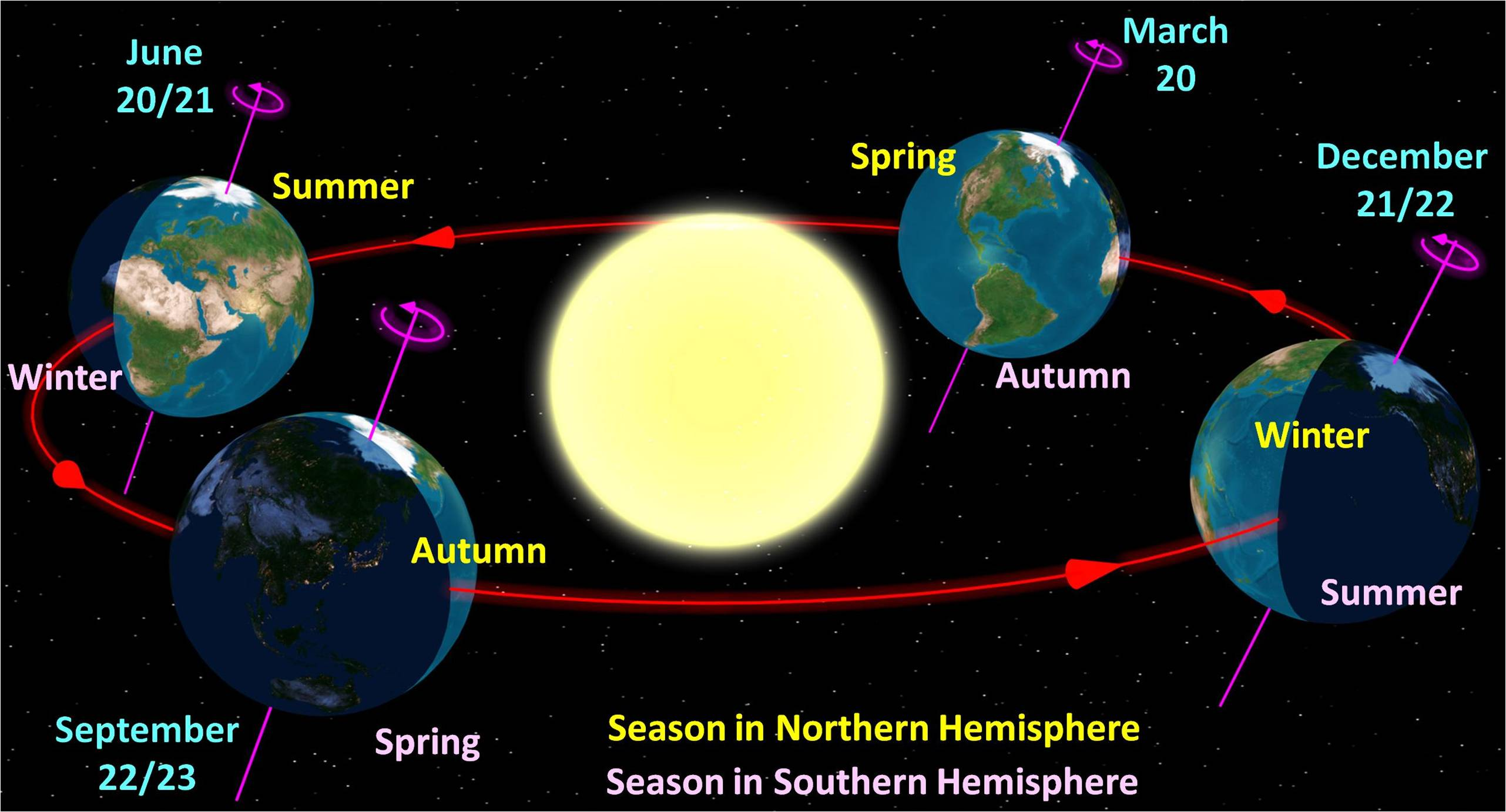
Спрощена схема обертання Землі та пори року, починаючи з нижнього лівого кута: вересневе рівнодення, грудневе сонцестояння, березневе рівнодення, червневе сонцестояння.

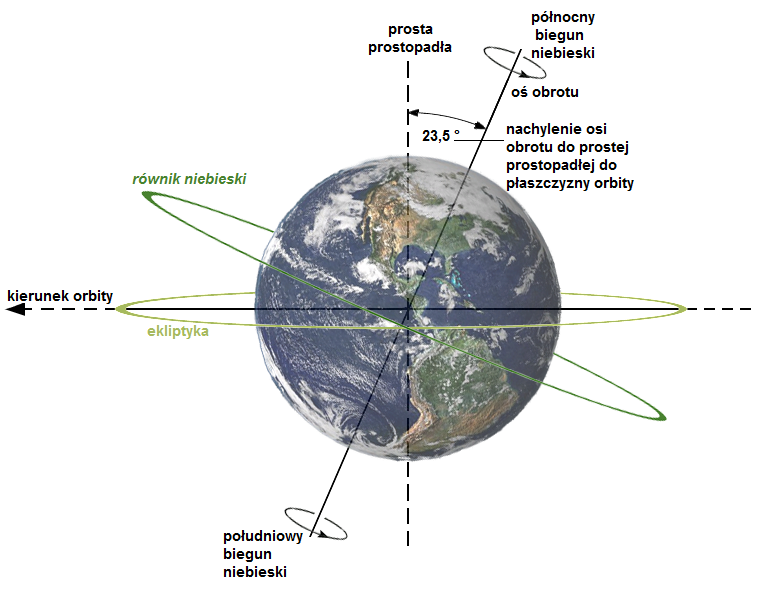
Ілюстрація березневого рівнодення, як видно з літака, близького до орбіти та напрямку сонячних променів

Весняне рівнодення — в даній півкулі — північній або південній — це є рівнодення, після якого Сонце протягом півроку буде сильніше освітлювати цю півкулю, а іншу — менше. Момент весняного рівнодення визначає початок астрономічної весни в даній півкулі, яка триває до літнього сонцестояння.
У північній півкулі весняне рівнодення відбувається приблизно 19-21 березня (березневого рівнодення), коли Сонце проходить через точку Барана. У південній півкулі, де пори року зсунутіі на шість місяців, весняне рівнодення відбувається приблизно 21–24 вересня (вересневого рівнодення). Коли весняне рівнодення відбувається в одній півкулі, це осіннє рівнодення в іншій півкулі.

## Весняне рівнодення в Північній півкулі
У північній півкулі весняним (березневим) рівноденням називають момент, коли Земля перетинає точку своєї орбіти, в якій сонячні промені падають перпендикулярно на екватор і водночас дотичні до її поверхні на полюсах, і з того часу на півроку північний полюс буде ближче до Сонця, ніж Південний (Сонце більше освітлює північну півкулю). Інакше мовлячи, березневе рівнодення — це момент, коли Сонце перетинає небесний екватор під час свого видимого шляху по екліптиці з південної півкулі в північну.
У стародавньому римському календарі початком року був день весняного рівнодення (місяць Марція). У 155 році до нашої ери початок офіційного року в Римі перенесли на 1 січня.
У 325 році нашої ери весняне рівнодення припадало на 21 березня, і ця дата була прийнята Нікейським собором для обчислення дати Великодня . Через неточність юліанського календаря в 16 столітті рівнодення було перенесено на 11 березня. У результаті введення григоріанського календаря в 1582 році і пропуску 10 днів на той час дата рівнодення завжди припадає приблизно на 21 березня.
У цей день відзначають свята:
- Міжнародний день астрології,
- Всесвітній день людей із синдромом Дауна,
- Джаре Ґоді, Drowning Marzanna,
- іранське свято Навруз, яке зустрічає новий рік, яке в 2010 році було визнано Генеральною Асамблеєю ООН міжнародним святом[1],
- Індуїст Чайтра Наваратрі
- Міжнародний день планетаріїв — свято всіх планетаріїв світу,
- Всесвітній день поезії (заснований ЮНЕСКО),
- день прогулу,
- Міжнародний день боротьби за ліквідацію расової дискримінації[2].

## Культура

### Календарі
Вавилонський календар починався з першого молодика після весняного рівнодення, наступного дня після повернення шумерської богині Інанна (пізніше відомої як Іштар) з підземного світу, під час церемонії Акіту, з парадами через Ворота Іштар до храму Еанна і ритуальним відтворенням шлюбу з Таммузом, або шумерським Думузі. 
Перський календар починає кожен рік під час рівнодення, яке спостережно визначається в Тегерані.
Індійський національний календар починає рік наступного дня після весняного рівнодення 22 березня (21 березня у високосні роки) з 30-денного місяця (31 день у високосні роки), потім має 5 місяців по 31 дню, за якими йдуть 6 місяців по 30 днів.

### Вшанування

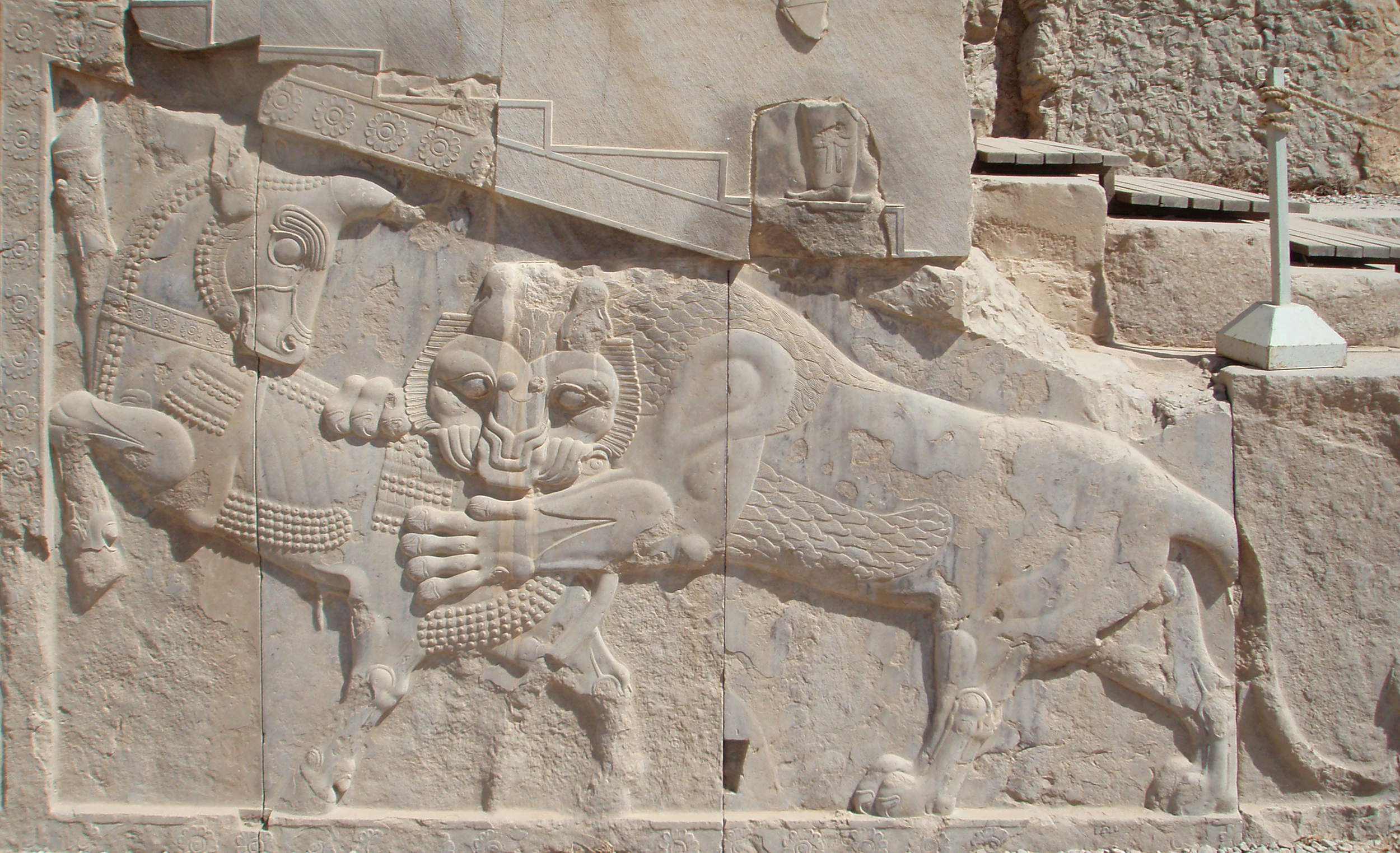
Барельєф у Персеполісі, символ іранського Новрузу: бик (символізує Землю) і лев (Сонце) у вічному протистоянні мають рівну силу під час рівнодення.

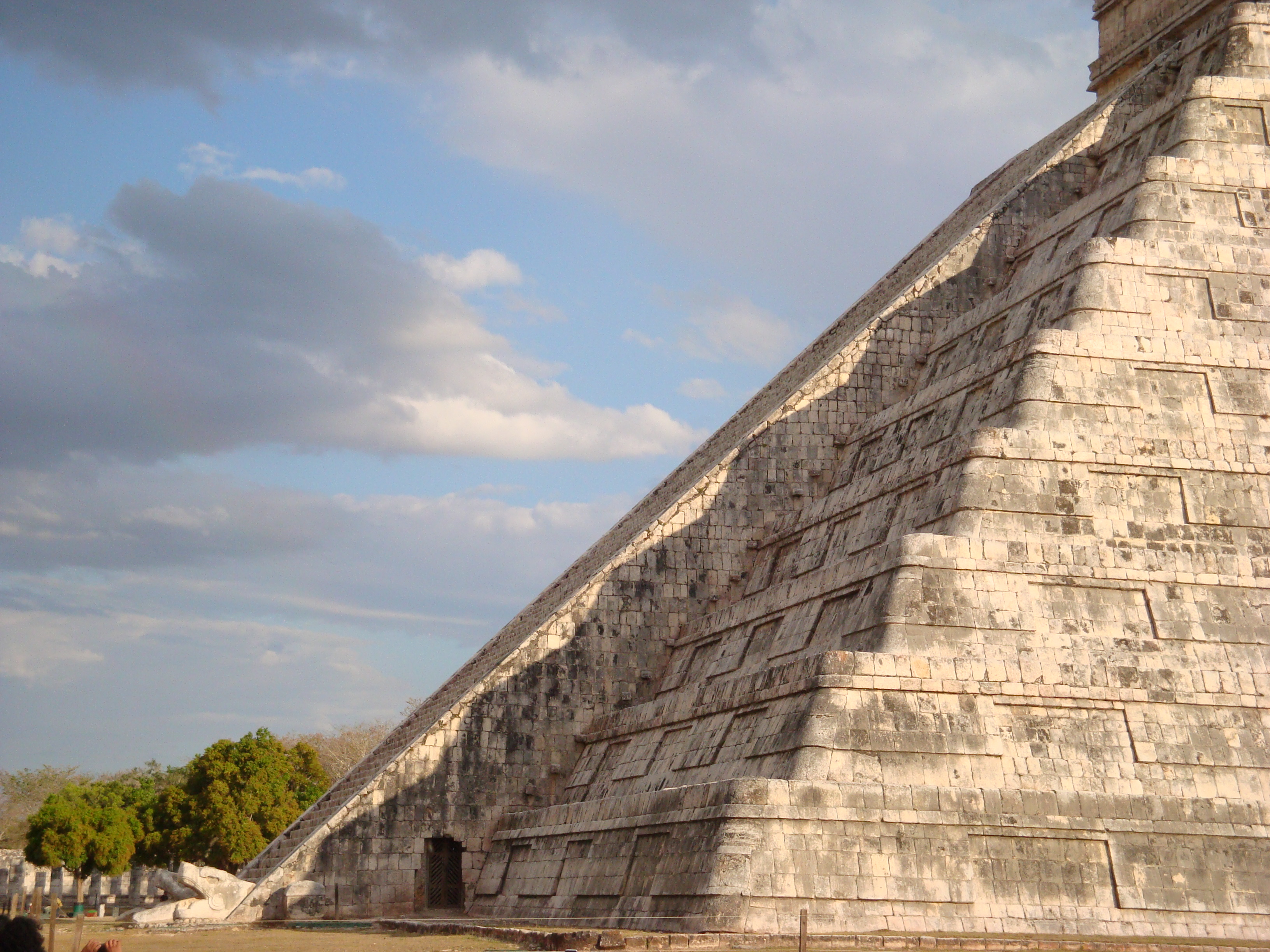
Чичен-Іца під час весняного рівнодення — Кукулькан, знаменитий спуск змія

#### Авраамічна традиція
- Єврейська Пасха зазвичай припадає на перший повний місяць після весняного рівнодення в Північній півкулі,[4] хоча іноді  вона може припасти на другий повний місяць.[5]
- Християнські церкви обчислюють Великдень як першу неділю після першого повного місяця на чи після березневого рівнодення. Офіційне церковне визначення рівнодення - 21 березня. Східні православні церкви використовують старіший юліанський календар, тоді як західні церкви використовують григоріанський календар, і західні повні місяці наразі припадають на чотири, п'ять або 34 дні раніше східних. В результаті два Великодні зазвичай припадають на різні дні, але іноді збігаються. Найраніша можлива дата західного Великодня в будь-якому році - 22 березня за обома календарями. Найпізніша можлива дата західного Великодня в будь-якому році - 25 квітня.[6]

#### Іранська традиція
- Північне рівнодення позначає перший день різних календарів, включаючи іранський календар. Давньоіранське новорічне свято Новруз може святкуватися 20 або 21 березня. Згідно з давньоперською міфологією, Джамшид, міфологічний цар Персії, зійшов на трон цього дня, і щороку це вшановується святкуваннями протягом двох тижнів. Окрім іранських народів, це також свято, яке відзначають тюркські народи, народи Північного Кавказу та в Албанії. Це також свято для зороастрійців, послідовників Віри Бахаї та нізаритських ісмаїлітських мусульман незалежно від етнічної приналежності.[7]

#### Південна та Південно-Східна Азія
Згідно з сидеричним сонячним календарем, святкування, які спочатку збігалися з березневим рівноденням, тепер відбуваються по всій Південній Азії та частинах Південно-Східної Азії в день, коли Сонце входить до сидеричного Овна, зазвичай близько 14 квітня.
- У Камбоджі Рівнодення в Ангкор-Ваті - це сонячне явище, яке вперше датується часами правління Сур'явармана II.

#### Східна Азія
- Традиційні східноазійські календарі ділять рік на 24 сонячні терміни (节气, буквально "кліматичні сегменти"), і весняне рівнодення (Чуньфень) позначає середину весни. У цьому контексті китайський ієрогліф 分 означає "(рівний) поділ" (в межах сезону).
- В Японії День весняного рівнодення (春分の日 Сюнбун но хі) є офіційним національним святом, який проводять, відвідуючи сімейні могили та проводячи сімейні зустрічі.[8][9] Хіґан (お彼岸) - це буддійське свято, яке відзначається виключно японськими сектами під час як весняного, так і осіннього рівнодення.[8]

#### Європа

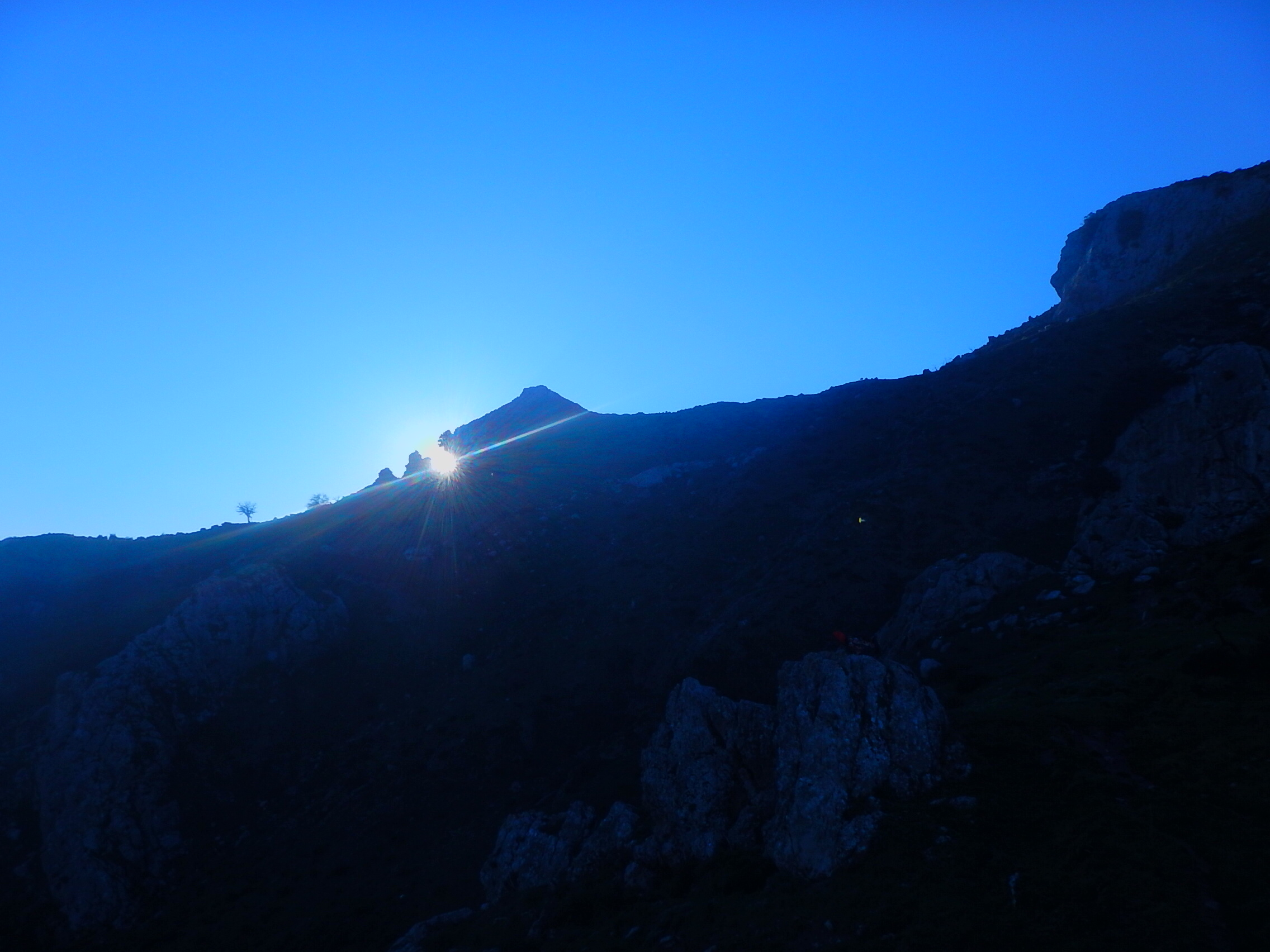
Рівнодення на місці Піццо-Венто, Фондакеллі-Фантіна, Сицилія

- Діта е Верес або Вереза - це албанське паганське свято, яке відзначає весняне рівнодення: початок періоду весна-літо. Традиційно святкується на всіх територіях, населених албанцями, також офіційно в Албанії.
- Хіларія було давньоримським святом, що вшановувало смерть і воскресіння Аттіса.
- у скандинавському паганстві Дісаблот святкувався на весняне рівнодення.[10]

#### Америки
- Реконструйований Кахокійський Вудхендж, велике дерев'яне коло, розташоване на міссісіпській археологічній пам'ятці Кахокія біля Коллінсвіллу, Іллінойсу,[11] є місцем щорічних спостережень за сходом сонця під час рівнодення та сонцестояння. З поваги до вірувань корінних американців ці події не супроводжуються жодними церемоніями чи ритуалами.[12][13][14]

## Дивитися також
- точка весняного рівнодення
- тропічний рік